# Mare

Marea Roșie

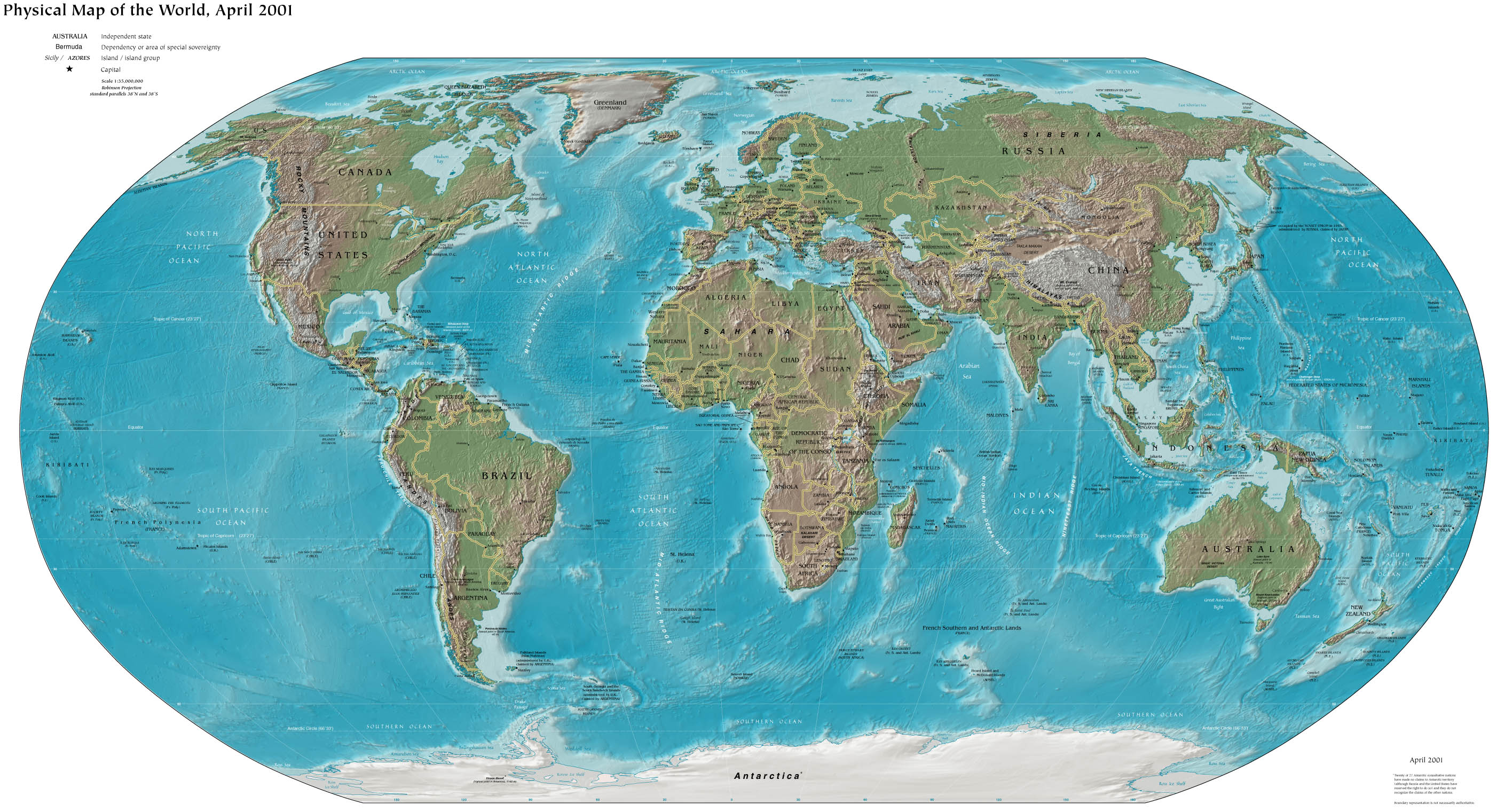
Mările și oceanele lumii

Mare este un nume generic dat vastelor întinderi de apă stătătoare, adânci și sărate, de pe suprafața Pământului, care de obicei sunt unite cu oceanul printr-o strâmtoare. Se mai numește mare și o parte a oceanului de lângă țărm.
Termenul este folosit uneori și pentru lacuri sărate mari precum Marea Caspică, Marea Aral și Marea Moartă.
Marea este o porțiune din oceanul planetar situată în vecinătatea unui continent, care comunică de obicei cu oceanul prin porți înguste sau peste praguri submarine, prezentând astfel particularități față de regimul hidrologic al apelor oceanice. (Expresie) Marea cu sarea = foarte mult, imposibilul. Peste (nouă)țări și (nouă) mări = la mare distanță, într-un loc foarte îndepărtat.

## Tipologie
- Mare epicontinentală
- Mare interioară
- Mare închisă
- Mare marginală
- Mare mediteraneeană
- Mare periferică

## Lista principalelor mări, grupate după ocean
| Oceanul Pacific: - Marea Bering - Marea Chinei - Marea Coralilor - Marea Cortez - Marea Japoniei - Marea Galbenă - Marea Ohotsk - Marea Sulawesi - Marea Tasmaniei | Oceanul Atlantic: - Golful Mexic - Golful Guineei - Marea Mânecii - Marea Baltică - Marea Irlandei - Marea Marmara - Marea Nordului - Marea Mediterană - Marea Neagră - Marea Azov - Marea Caraibilor | Oceanul Indian: - Marea Andaman - Marea Arabiei - Marea Arafura - Marea Roșie - Golful Persic - Golful Oman - Golful Bengal - Golful Aden - Marea Java - Marea Timor Oceanul Arctic: - Golful Hudson - Marea Barenț - Marea Beaufort - Marea Groenlandei - Marea Kara - Marea Laptev - Marea Siberiei de Est Oceanul Antarctic: - Marea Weddell - Marea Ross | Marea Mediterană: - Marea Egee - Marea Ionică - Marea Adriatică - Marea Tireniană - Marea Traciei - Marea Balearelor sau Iberică - Marea Cretei - Marea Alboran - Marea Liguriană Mări închise: - Marea Caspică - Marea Aral - Marea Moartă |